# 대한민국 민법 제1062조
민법 제1062조는 제한능력자의 유언에 대한 민법 친족상속법 조문이다.

## 조문
제1062조(제한능력자의 유언) 유언에 관하여는 제5조, 제10조 및 제13조를 적용하지 아니한다.